# Ascenso traslacional
El ascenso traslacional es la mejora de la eficiencia del rotor de un helicóptero que se consigue gracias al vuelo direccional. La traslación es la conversión del vuelo estacionario al vuelo hacia adelante.: 2–27  A medida que el aire sin perturbaciones entra en el sistema rotor de forma horizontal, las turbulencias y los vórtices creados por el vuelo estacionario quedan atrás y el flujo de aire se vuelve más horizontal. La eficiencia del sistema rotor en vuelo estacionario mejora considerablemente con cada nudo de velocidad aérea ganado por el movimiento horizontal de la aeronave o la velocidad del viento.: 2–21 

## Efectos
A medida que aumenta la velocidad aerodinámica hacia delante, el helicóptero atraviesa la «elevación traslacional efectiva (ETL)» a unos 16-24 nudos. Esto se conoce como velocidad ETL.: 2–27  Por encima de esta velocidad, el sistema rotor supera completamente la recirculación de los vórtices antiguos y comienza a funcionar en aire sin perturbaciones. La eficiencia sigue aumentando con la velocidad hasta que se alcanza la mejor velocidad de ascenso y se minimiza la resistencia. : 2–22 

## Soluciones
Esta sustentación adicional puede permitir que un helicóptero sobrecargado ascienda incluso si es demasiado pesado para mantenerse en vuelo estacionario en efecto suelo. El despegue aún puede lograrse si el helicóptero tiene una pista recta lo suficientemente larga como para realizar un «despegue en carrera», en el que el piloto acelera el helicóptero sobre el suelo con el tren de aterrizaje hasta alcanzar la velocidad de sustentación traslacional y la aeronave comienza a ascender. Esto se describe en el libro de Robert Mason Chickenhawk.
Durante la transición del vuelo estacionario al vuelo hacia adelante, la diferencia en la sustentación a lo largo del disco del rotor provoca una diferencia en la resistencia, lo que da lugar a una vibración notable entre aproximadamente 10 y 20 nudos.: 2–28 
A medida que aumenta la velocidad y la sustentación traslacional se hace más efectiva, el helicóptero tenderá a elevarse y a girar hacia la derecha o hacia la izquierda (dependiendo de la dirección de rotación del rotor principal), debido a la disimetría de la sustentación, la precisión giroscópica y el efecto de flujo transversal. El piloto debe anticipar y corregir estos efectos.: 2–22 
La eficiencia del rotor de cola también mejora con la velocidad aerodinámica hacia delante. Esto se conoce como «empuje translacional».: 2–22 : 1–113 